# Philipp Schwethelm
Philipp Schwethelm (Engelskirchen, 1º maggio 1989) è un ex cestista tedesco.

## Carriera
Con la Germania ha disputato i Campionati mondiali del 2010 e i Campionati europei del 2011.

## Palmarès
- Campionato tedesco: 1

Cologne 99ers: 2005-06
- Coppa di Germania: 1

Cologne 99ers: 2007